# Citerna
Citerna (Civitas Sobariae in latino, Zitèrna in dialetto altotiberino, Šitèrna in toscano) è un comune italiano di 3 393 abitanti della provincia di Perugia in Umbria. È inserito tra i Borghi più belli d'Italia.

## Geografia fisica
- Classificazione climatica: zona E, 2277 GR/G

## Storia
Conosciuta in epoca romana come Civitas Sobariae, subì ripetuti saccheggi durante le invasioni barbariche. Risorse poi con i Longobardi e poi, in età medievale fu contesa tra la ghibellina Arezzo e la guelfa Città di Castello. A quest'ultima l'abitato fa atto di sottomissione nel 1199. Nel Trecento è assoggettata alternativamente ai Tarlati di Pietramala e ai Malatesta per essere poi incorporata nello Stato della Chiesa nel 1463.  
Agli inizi del XVI secolo il Papa concesse in vicariato Citerna ai Vitelli, famiglia di condottieri in relazione con i Medici, che la governeranno fino alla fine del Seicento, periodo che rappresenta la migliore fase storica per il borgo, anche per le numerose committenze artistiche della famiglia. 
Il 23-26 luglio 1849 diede asilo a Garibaldi ed alla sua colonna di circa 2 000 volontari, rimasti dai circa 4 000 usciti da Roma al termine dell'assedio ed in marcia verso l'Adriatico. Nel 1860 entra a far parte del Regno d'Italia. Nel corso della prima guerra mondiale, nel 1917, il borgo subì un disastroso terremoto che recò diversi danni al patrimonio architettonico. A questi si aggiunsero quelli gravi ed irreparabili perpetrati dall'esercito tedesco nel corso della seconda guerra mondiale quando la già celebre rocca venne quasi completamente rasa al suolo.

## Monumenti e luoghi d'interesse
Il borgo, nonostante il terremoto del 1917 e i danni bellici della seconda guerra mondiale, presenta buona parte del suo aspetto antico. Grazie alla presenza della famiglia Vitelli, l'abitato conserva notevoli opere d'arte nelle sue due chiese principali:
- la Chiesa parrocchiale di San Michele Arcangelo, di aspetto settecentesco, conserva nel transetto destro, la Crocifissione di Niccolò Circignani (1570) e nella seconda cappella a sinistra due notevoli opere scultoree, una statua in terracotta di una Madonna col Bambino attribuita a Luca della Robbia il Giovane e un rilievo, anch'esso in terracotta invetriata, con una Madonna col Bambino attribuita invece ad Andrea della Robbia.[5]

- La chiesa di San Francesco è la più ricca di opere d'arte. Spicca su tutte la Madonna col Bambino in terracotta di Donatello riscoperta nei primi anni 2000, ma sono presenti anche altre importanti opere, quali la Madonna col Bambino e Santi iniziata da Luca Signorelli e terminata dopo la sua morte dal Papacello, il Cristo in gloria di Raffaellino del Colle, la grandiosa Deposizione di Niccolò Circignani, ed opere di Gerino Gerini, Giovanni de Vecchi e Simone Ciburri.[6]

## Società

### Evoluzione demografica
Abitanti censiti

### Etnie e minoranze straniere
Secondo i dati ISTAT al 31 dicembre 2010 la popolazione straniera residente era di 329 persone. Le nazionalità maggiormente rappresentate in base alla loro percentuale sul totale della popolazione residente erano:
Romania 95 2,70%
Marocco 58 1,65%
Cina 55 1,56%

### Dialetto
Il dialetto di Citerna, è caratterizzato solo in parte da influssi gallo-italici (in particolare romagnoli), più forti invece in altre parlate dell'Alta Valle del Tevere. Tra questi elementi i più evidenti sono la lenizione della t e della c (ad esempio podé - o potere- ed aguto - o acuto). In realtà è qui già percepibile una parlata aretina, nelle aree in pianura già a Pistrino, dove nonostante le vocali siano pronunciate ancora in modo isocronico completo, già è avvertibile l'affricazione post nasale (pènzo per "penso"), nonché la resa toscana della "c" e della "g", seppur non così intensa come oltreconfine (disciamo per "diciamo", sgiornata per "giornata"): entrambi i fenomeni sono invece meno notevoli nel centro storico di Citerna, dove la parlata è più conservativa e perciò mantiene un maggior numero di caratteristiche tifernati.

## Infrastrutture e trasporti

### Ferrovie
Dal 1886 al 1945 era in funzione anche la Ferrovia Appennino Centrale a scartamento ridotto che partiva da Arezzo e arrivava fino a Fossato di Vico e a Citerna aveva la sua stazione ferroviaria.

## Amministrazione
| Periodo        | Periodo        | Primo cittadino         | Partito                                                       | Carica  | Note  |
| -------------- | -------------- | ----------------------- | ------------------------------------------------------------- | ------- | ----- |
| 2 luglio 1985  | 26 maggio 1990 | Benedetto Barberi Nucci | Partito Comunista Italiano                                    | Sindaco | [ 9 ] |
| 27 maggio 1990 | 23 aprile 1995 | Antonio Serini          | Partito Comunista Italiano Partito Democratico della Sinistra | Sindaco | [ 9 ] |
| 24 aprile 1995 | 13 giugno 1999 | Benedetto Barberi Nucci | Centro-sinistra                                               | Sindaco | [ 9 ] |
| 14 giugno 1999 | 13 giugno 2004 | Claudio Serini          | Lista civica                                                  | Sindaco | [ 9 ] |
| 14 giugno 2004 | 7 giugno 2009  | Claudio Serini          | Centro-sinistra                                               | Sindaco | [ 9 ] |
| 8 giugno 2009  | 26 maggio 2014 | Giuliana Falaschi       | Centro-sinistra                                               | Sindaco | [ 9 ] |
| 27 maggio 2014 | 27 maggio 2019 | Giuliana Falaschi       | Centro-sinistra                                               | Sindaco | [ 9 ] |
| 28 maggio 2019 | 9 giugno 2024  | Enea Paladino           | Civica libera tutti                                           | Sindaco | [ 9 ] |
| 10 giugno 2024 | in carica      | Enea Paladino           | Civica libera tutti                                           | Sindaco | [ 9 ] |

### Gemellaggi
- Gattières, dal 1984.[10]

## Sport

### Calcio
La squadra di calcio del paese è la Polisportiva Dilettantistica Artiglio Pistrino che milita nel girone A umbro di Seconda Categoria.
È nata nel 2013 dalla fusione della squadra "Polisportiva Dilettantistica Pistrino 1972" e "Società Dilettantistica Artiglio Fighille", in seguito al quasi fallimento della società.
Nella storia della società calcistica pistrinese si ricorda lo storico nome "canarini" dovuto al colore giallo della maglia da gioco. I colori della "Polisportiva Dilettantistica Pistrino 1972" erano il giallo-blu, i colori storici del paese di Pistrino, mentre i colori della attuale "Polisportiva Dilettantistica Artiglio Pistrino" sono l'azzurro e il blu, mix di colori dei paesi di Fighille e Pistrino sotto l'unione calcistica.
La massima serie raggiunta in tutta la storia delle due società di Pistrino fu la Promozione, raggiunta due volte.
Il campo da gioco in cui la squadra pistrinese milita è lo "Stadio Carlo Alberto Dalla Chiesa", formato da una gradinata ed uno dei manti erbosi migliori della seconda categoria umbra.
Anche il Pistrino ebbe dei derby, il più sentito fu da sempre quello con la "Società Dilettantistica Citerna" che attualmente non esiste. Ora il derby più sentito è con la "Unione Sportiva Dilettantistica Sangiustino".
Fino al 2013, la ex società pistrinese ebbe le giovanili a sé stanti, mente dall'anno della fusione fino ad ora sono insieme alla "Virtus Sangiustino Srl 2000" sotto il nome di "Virtus Pistrino-Sangiustino 2014", il cui colore delle divise di gioco è amaranto.

## Galleria d'immagini

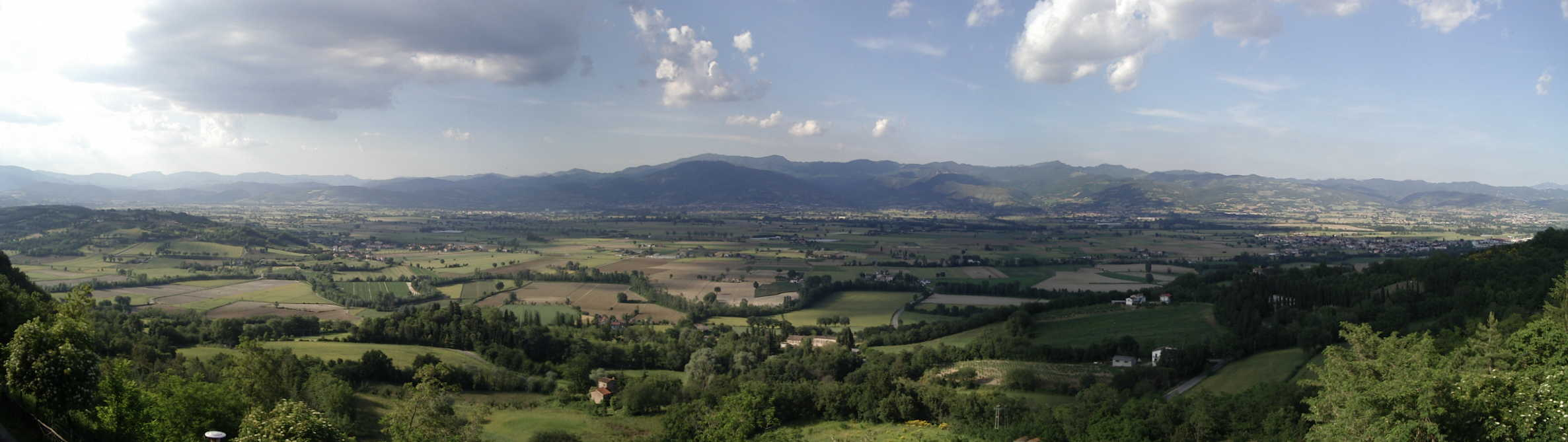
Panorama della valle tiberina vista da Citerna.
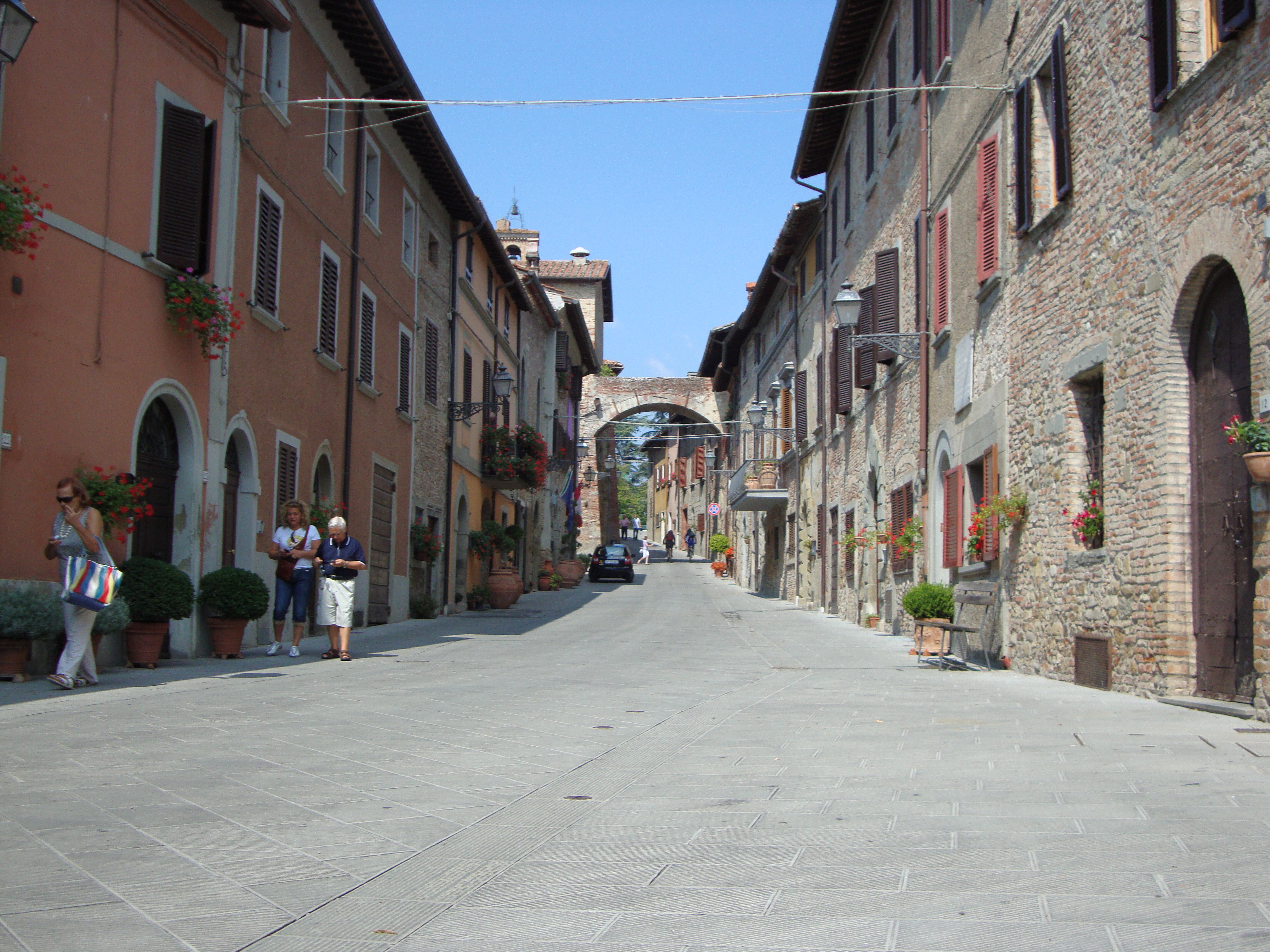
Citerna: corso Garibaldi